# Vrbovo Posavsko
Vrbovo Posavsko is een plaats in de gemeente Orle in de Kroatische provincie Zagreb. De plaats telt 154 inwoners (2001).